# Терзелија
Терзелија (мкд. Терзели, тур. Terzili) је насеље у Северној Македонији, у југоисточном делу државе. Терзелија је насеље у оквиру општине Валандово.

## Географија
Терзелија је смештена у југоисточном делу Северне Македоније. Од најближег града, Валандова, насеље је удаљено 5 km северозападно.
Насеље Терзелија се налази у историјској области Бојмија. Насеље је положено у јужној подгорини планине Плавуш, на приближно 280 метара надморске висине. Јужно од насеља пружа се Ђевђелијско-Валандовско поље, које ствара река Вардар.
Месна клима је измењена континентална са значајним утицајем Егејског мора (жарка лета).

## Становништво
Терзелија је према последњем попису из 2002. године била без становника.
Већинско становништво у насељу били су Турци (спонтано се иселили у матицу после Другог светског рата), а претежна вероисповест месног становништва ислам.